# 申用嘉
申用嘉（1563年11月11日—1645年9月23日），字美中，號經峪，晚年改號念先，南直隸蘇州府長洲縣人，民籍，明朝政治人物。

## 生平
申用嘉自小恭謹好學，跟隨李廷機學習，入讀烏程縣學，萬曆十年（1582年）虛齡二十歲，在院試考上第一成為生員，同年中壬午科浙江鄉試舉人，十一年（1583年）赴京會試未能中式，於是留京服侍父親申時行，肆力鑽研經史，尤其留心刑法，父親在朝廷時不曾再參加會試，三十五年（1607年）會試他在湯賓尹門下中式七十九名，但被同鄉顯貴者顧忌，把其第三場試卷收起，索求不得，最終被李光元取代他的資格，其後次子申紹芳登進士，他更為努力準備，四十七年（1619年）再次在會試落榜，兄長申用懋強行讓他謁選，泰昌元年（1620年）授贛州府推官，他高興的說：「我所學的刑法終於有用了。」舊例推官無專獄，案件都由上級委托，大多屬重大案件或難以解決，他細心處理，不受請託，每次釋放一人出獄就喜悅，判斷一人入罪則感到膽顫心驚，晚上危坐反覆思量才寫下判決書。陳昌文、陳昌言兄弟互相控告對方弒逆罪，有縉紳打算包庇弟弟，冤枉兄長，他堅持不從，又念及彼此骨肉相親，不可完全依法辦理，因此以天性大義感動他們，二人最終兄弟如初。當時貴州、四川用師，下令調江西士兵，月餉積欠，士兵聚集譁變，南贛巡撫唐世濟倉促無法計畫，他卻慷慨勸諭士兵，遭對方妒忌，而以前被他推卻請託的縉紳乘機中傷他，最終讓他在報最擢陞時被改為平遷高州府同知，未到任。他就任贛州府五年，曾攝理府事，一次署理屬縣，三次巡行地方，刑法事項從不擾民，臨離任時軍民都請求他留任，連日不得休止，不久陞應天府治中，天啟六年（1626年）夏季就任。
當時應天府府尹不親自處理刑獄賦稅，委派僚佐處理，治中負責江防鈐轄、沿江屯營，職務最繁重，上級知申用嘉處事練達，就算並非其職掌的大事也讓他處理，例如籌畫江東驛馬、清點鹽稅，而他主持鑄局不取羨餘，製作的銅錢造工精細，私鑄銅錢毋須禁制自行絕跡，其鑄錢久行不廢。宦官魏忠賢橫行無忌，上級下令為魏忠賢建祠，他堅持不可，瑞王朱常浩、惠王朱常潤和桂王朱常瀛出發到封地路經應天府，他把鞋子和馬糧準備得當，屬下沒有吵罵，因此其才幹更為著名；七年（1627年）陞刑部江西司員外郎，他說：「我又負責刑事了。」崇禎帝即位後誅殺魏忠賢，其黨羽分別定罪，張體乾、谷應選曾羅織罪名陷害劉鐸至死，此時由他主持獄事，按律處死，判決書一出，一時海內稱快，掌都察院事易應昌因忤旨得罪，審案者被譴責，他卻能亢直不阿，對方最終獲寬免罪狀。
崇禎二年（1629年）己巳之役，山西巡撫耿如杞、領兵官張鴻功率師勤王，因缺餉而兵潰，被判處喪師之罪，申用嘉指出耿如杞提倡勤王，兵潰是由於缺餉，功罪並不相掩，獲刑部尚書國鼎、胡應台歎服其公正，稱他能讓國家不會因為某人過失而使有才者而橫死在法吏下。四年（1631年）出為高州府知府，潔己愛民一如在贛州府，捍衛海盜劉香老有功奉旨紀錄，六年（1633年）入覲，藏吏報稱有贖鍰十兩可充馬糧費，他依靠此出行，七年（1634年）舉卓異，陞貴州按察司副使、分巡思石，兼撫苗族、彝族人，駐銅仁府，銅仁府山中接壤湖廣、四川，環府界都是苗族聚居處，但自奢安之亂後總督移駐貴陽府，府內士兵只餘少數，他到任後與各官員同心籌畫，貴湖川雲廣五省總督朱燮元看過其計策後大悅，稱：「救時碩畫。」他又察覺當地官員大多因罪謫任，到任後輕視政務，做事苟且，學校不興，於是視察地方孔子廟，興建荒廢者、重修倒塌者，又準備祭器、教習禮樂，監督師儒教化諸生，各興作費用都由他捐出俸祿倡導僚屬，不取於民，同期他代理守道印信，分巡思州府、石阡府，為政舉措一如銅仁府，上級推薦為都布按名望，將疏聞朝廷時，次子申紹芳薦選登萊巡撫，吏部尚書謝陞卻和文震孟不和，論劾奏章中牽連申紹芳，申紹芳遭下獄，他請求回鄉未得准許。
崇禎九年（1636年）冬季，申用嘉持賀表入京，途中起為廣西布政使司右參政、分守右江，當時藍山、臨武礦民作亂，上級已命令右江戍兵防禦礦民，柳州府只剩空城，他擔心若右江盜寇會聯合臨藍礦民，柳州府就會失陷，於是嚴加防守，以中華鄉兵守舍竹隘，轉花鄉兵守永寧隘，而喇桑等巢穴為土匪聚處，他以狼兵屯守，令土間諜無法通行，流寇於是散去。其時又議增加武岡州甘石稅款，以及開採黑鉛鑛，他都以影響地方巨大堅持不可。廣西瘴癘厲害，他日夜勞累於是生病，當初就任時兄長申用懋在胥江送別，黯然哭泣，再握著他的手說：「回來後跟我喝八十杯酒吧。」得知兄長病重後，他向監察御史說明，上疏後立刻離開，回鄉後才知道兄長已過世超過一個月，他更是哀痛，病得更嚴重，廣西巡撫鄭茂華以他擅離守地上奏，考功司商議後奪去其官職，他愉快的說：「七十致仕是禮數，正合我所願。」每天閉戶讀書教育子孫。
崇禎十五年（1642年），申用嘉長子申繼揆任中書舍人，遇上覃恩請封父親官職，於是奉旨起復原職，收到復官詔書時正值他八十歲生日，冠帶接受子孫祝賀，他笑著對弟弟說：「我今日以兒子顯貴了。」十七年（1644年）北京失陷，他十分悲痛，向家人說：「我沒有面目在人世了！」同年次子申紹芳獲南京朝廷起為戶部左侍郎兼都察院右僉都御史，再覃恩晉封同官，弘光元年（1645年）秋季南京失陷後隱居村落，日益消瘦，臨終前對繼揆人說：「我歷官二十年，未曾乞求他人，生平也不曾請求他人，謹言慎行至今，得八十三歲天年有何恨？我只恨我活得那麼久，遇上這些事而已。你們聽著：只有謹慎可以免禍，我事無大小都十分謹慎！箱子中有積俸三百金，拿起買簡單的棺材，餘下則作治喪，為了君恩，準備命服，以深衣覆蓋。」說完後就去世，和繼室贈夫人徐氏合葬長洲縣一都十八啚文華鄉商字圩錫祥橋墓，高州府人在冼太廟旁立祠，康熙二十五年（1686年）入祀廣西柳州府名宦祠，四十年（1701年）配享父親文定公，特祀春秋二祭。

## 家族
- 曾祖：申乾，贈光祿大夫左柱國少保兼太子太保戶部尚書武英殿大學士[6]
- 祖父：申士章，贈光祿大夫左柱國少保兼太子太保戶部尚書武英殿大學士[6]
- 父：申時行，嘉靖四十一年狀元、光祿大夫左柱國少師兼太子太師吏部尚書中極殿大學士[7][6]
- 母：誥封一品夫人吳氏[7][6]
- 兄：
  - 長兄申兆虬，早殤[7]
  - 次兄申用懋，萬曆十一年進士、兵部尚書、贈太子太保[7]
- 妻妾：[7]
  - 正室贈夫人湖州董氏，萬曆十一年進士董道醇女
  - 繼室贈夫人嘉定徐氏，嘉靖二十九年進士徐學謨女
  - 副室贈安人郭氏
- 子：[7]
  - 長子申繼揆，蔭生、刑部浙江司郎中。其一女配王鏊曾孫王禹聲孫王希；一女配蔣燦孫上杭縣知縣蔣廷銓
  - 次子申紹芳，萬曆四十四年進士、戶部左侍郎兼都察院右僉都御史加尚書服俸
  - 三子申縯芳，蔭生、中書舍人，清朝贈禮部祠祭司郎中
    - 子申穟，順治十八年進士

  - 四子申緒芳，監生、工部屯田司主事
  - 五子申繹芳，蔭生、中書舍人
  - 六子申紀成，庠生
  - 七子申繩芳，庠生、石門縣儒學教諭
  - 八子申纘功，監生
  - 九子申綋祚，順治十二年進士、兵部觀政
- 女：[7]
  - 庠生王景召妻
  - 崇禎十五年舉人魏文心妻
  - 庠生王德光妻
  - 庠生陳智錫妻
  - 毛鍾英妻
  - 工部主事顧繹詒妻
  - 庠生顧懋興妻
  - 庠生李毓芳妻
  - 監生文炳妻
  - 庠生朱時望妻
  - 順治十二年進士、溫州府知府陸廷福妻
  - 庠生南金妻

## 引用
1. 1 2 3  民國《吳縣志·卷六十六上·列傳三》：申用嘉，字美中，時行季子，萬曆壬午舉於鄉，試禮部不第，授贛州推官，臺使者委斷大獄，多所平反，遷高州府同知，尋擢應天治中領江防，規畫鹽法錢法馬政，核壅漏，卻羨例。三王之國，道出金陵，先期嚴事，官校帖然，魏璫肆橫，大吏牒下建祠，獨持不可，晉刑部員外郞，出守高州，捍海寇劉香老有功，陞貴州按察司副使，分巡思石道，築垣練兵，境內以寧，調廣西參政，分守右江時，臨藍寇起，殫力捍禦，積勞成疾遂吿歸，踰年卒，年八十三。子紹芳，萬曆丙辰進士，官至戶部左侍郎。 乾隆縣志，參康熙志
2. ↑  同治《贛州府志·卷四十二·府名宦傳》：申用嘉，字美中，南直吳縣人，文定公時行子，萬厯十年舉人，泰昌元年得贛府節推，臺使者委以疑獄，用嘉刻意平反，出死罪甚眾；陳昌文兄弟仇奸，各誣弑逆罪，有紳士庇其弟枉法坐兄，用嘉不從，因以天性感動之，皆大哭為兄弟如初。值黔蜀用師，檄調贛兵，月餉缺聚而譁，贛撫倉卒無措，用嘉慷慨出諭皆慴服，考最將內擢，撫軍以軍譁故愧而抑之，平遷高州郡丞，厯任廣西右參政。 魏叔子集
3. ↑  光緒《高州府志·卷二十五·宦績傳》：申用嘉，字美中 舊志字念先，今據《魏叔子文集》 吳縣人，申時行季子也，舉人，崇正四年以比部郎出守高州，賦性凝靜、政崇大體、簡訟省刑、禁賭弭盜，四民樂業，以破賊劉香功奉旨紀錄，癸酉入覲，擢貴州按察副使，郡人立祠於洗廟之左。 乾隆志
4. ↑  錢海岳《南明史·卷三十一·列傳第七》：申紹芳，字維烈，長洲人。大學士時行孫。父用嘉，字美中，萬曆十年舉於鄉。自贛州推官遷應天治中，不建魏忠賢祠。歷刑部員外郎、高州知府，禦劉香有功，陞思石副使、右江參政。南京亡後，與郭忠寧、朱邦楨先後卒，年八十三。
5. ↑  魏禧《魏叔子文集·卷十七》：〈明廣西右參政通奉大夫申公家傳〉：公名用嘉，字美中，號經峪，申相國文定公時行季子也。晚取《小宛》「念昔先人」之詩，更號念先。申氏系出申伯。長洲之申，自至元時來十一傳至文定始大。公為人恭儉廉仁，勤於職事，自幼不好弄。文定以狀元起家，位宰相。仲兄用懋，進士，歷官兵部尚書。而公恂恂好學，初受業李文節公廷機，同學者嘉興朱文恪公國祚、湖州丁公元薦、秀水黃公承玄、崑山王公在公，後並至公卿有名，皆推重公。公二十學成，而後試於有司，補弟子員第一。是年舉於鄉，為萬曆壬午。用懋亦魁北畿，連舉進士，李文節為第一人，而公報罷。留侍文定京師，益肆力經史百家，口誦手鈔，歷寒暑不輟。講求本朝典故，曰：「吾他日當為朝廷致實用，豈能終作書生哉！」尤留心明刑之學，以為民命之死生、國祚隆替所關，不可委猾吏，自托無罪。其後三為刑官，所至稱平焉。公父兄既並貴，先後所娶董氏、徐氏，二外父並禮部尚書，一時榮貴無比。姻戚奴僕或稍稍生事，公持之以嚴。庭無雜賓狎客，往來過從者，武進陳公廷策、嘉定婁君堅、唐君時升、松江陸君應陽、及同邑文文肅公震孟而已。大江以南不通干牘。文肅嘗寓書公曰：「如子者，貴公子中無此人，孝廉中亦無此人也。」公亦嘗自言：「居身寧約無奢，與人寧寡無濫，馭下寧操無縱。」是以家極貴盛，而鄉里間終身無遺議云。文定在政府，公嘗引嫌，不以時上公車；及致政，輒試禮部。丁未，出湯公賓尹門，中式七十九名，為同鄉顯者所忌，匿其第三場卷，索不得，以江西李公光元代之。榜發，卷出顯者袖中。仲子紹芳既連舉進士，公猶自磨礪。己未，又不第，仲兄強之謁選司，得贛州府推官，喜曰：「吾向所學明刑不虛矣。」故事：推官無耑獄，訟皆受臺使者委，多重大獄或疑難決者。公慎出入，不受求請，每出一人獄則喜，入一人罪則心戰，終夜危坐，反覆思之而後定爰書，所出人死罪無算。陳昌文、昌言兄弟訟各誣弒逆罪，有縉紳欲庇其弟，枉法坐兄，公不從；又念彼骨肉親，不可盡法，因以天性大義感動之，遂兄弟如初。而保全屬吏詿誤人甚衆，亦每不使其人知也。時黔蜀用師，檄調贛兵，月餉缺，聚而譁，虔撫倉促無計畫，公忼慨出諭，皆慴伏退。而撫軍反媿而忌公，前縉紳不得請者，因乘機中公，會公報最將內擢，遂厄之，平遷高州府同知。公治贛五年，再攝府事，攝屬縣一，奉檄巡行他郡縣三，葅醢之屬無所擾於民。先後巡按御史並首薦，卒以執法見抑。公將行，而軍民訴制府請留者，連日不得休。尋奉旨擢應天治中，丙寅夏之任。府尹故尊重，不親獄訟錢榖，多委僚佐。治中又領江防鈐轄、沿江屯營，職最劇。上官知公練達，凡大事非公職掌者，更以屬公。如經畫江東驛馬，商民並賴者數十年，是其一也。嘗奉檄盤鹽，却鹽商例金。司鼓鑄局，不取羨，令銅費而工精，私鑄者不禁自絕，而公所鑄錢久行不廢焉。逆閹魏忠賢方橫，大吏牒下為建祠，公獨持不可。三王之國，道出金陵，公扉履芻茭皆先辦，官校無譁者，由是益有能名。丁卯，晉刑部江西司員外郎。公曰：「吾又司刑矣。」時先帝御極，誅忠賢，其黨皆分別定罪。張體乾、谷應選嘗羅織劉公鐸以死，至是公主其獄，據律論大辟，讞狀出，海內稱快。都察院易公應昌以忤旨得罪，司讞者並受重譴，公案呈，不抗不阿，卒荷寬典。己巳之役，山西巡撫耿公如杞、領兵官張鴻功率師勤王，餉缺兵潰，皆以喪師按律。公謂如杞首倡勤王，兵潰本由餉絕，功罪不相掩，反覆爭之。當是時，天子勵精圖治，核功罪，尤重兵事。嗣後內外多故，所誅戮督撫甚多，而典獄者或以私怨陷人，或承上風旨殺人取容悅，其能執公義平反，因罪論功如孟明、荀林父其人者，以晚蓋收後效，未少㮣見。刑部尚書涂公國鼎、胡公應台皆歎服公，而他司重獄必屬公以定。嗚呼！使公得在內朝專且久，主一二封疆大獄，當不使國家以一眚廢有用之才而橫死法吏之手也。辛未，出守高州，潔己勤民如理贛時，以捍海賊𭄘香老功奉旨紀錄。癸酉入覲，藏吏報存贖鍰十鎰，可給芻秣費，公藉而貯之以行。甲戌，計吏舉異等，陞貴州按察司副使，分巡思石道，兼撫苗、彝，駐銅仁府。銅仁孤縣萬山中，接壤楚、蜀，環郡界皆苗。千蹊萬徑，高峻窮深，故稱重地。而自安酋發難後，總帥移駐省會，郡中戍卒寥寥。公至，與諸鎮府同心經畫，審順逆、權險夷、度緩急，為築垣、練兵、清餉諸條議。制府朱公燮元覽之大悅，稱：「救時碩畫。」公又以官是地者多遷客，甫至即思脫屣去，故事苟且，庠序不興，於是察所屬孔子廟，廢者建之，圮者修之，備祭器、習禮樂，董師儒以教化諸生。由是猪、猺、猫、𤢽之屬者得覩俎豆，慕華夏風，彬彬興文教。而諸興作費又皆捐俸祿以倡僚屬，多方措置，不以取諸民。期年之間，文事武備，粲然可觀矣。又攝守道印，巡行思州石阡府衛，政舉如銅仁，臺使者推為藩臬望，將具疏聞，會紹芳推登州巡撫，吏部尚書謝公修怨於文相國，語連紹芳，奉旨下紹芳刑部獄。公乞歸，不獲。丙子冬，齎賀表入京，至中道而廣西參政分守右江之命下。時臨藍寇起，震動粵西，右江西控郡蠻，外制諸土酋，自成化、嘉靖間，韓襄毅公雍、王文成公守仁經畧，後猶叛服不常。公至，當事已檄右江戍兵禦寇，僅空城。公慮右江有警，與臨藍寇合，則鈷鉧鋒火直達羅池，於是固封守嚴，訓練部分中華鄉兵以守舍竹隘，轉花鄉兵守永寧隘。獨喇桑諸巢為土賊嘯聚處，則徵狼兵屯守之，使流土間諜不通。諸酋勢孤，各鳥獸散去。時又議增武岡甘石稅，開黑鉛鑛，公皆持不可，所關地方利害尤大。粵西故瘴癘鄉，公日夜勞瘁，遂病。初，公之官時，兄大司馬送之胥江上，黯然泣下，已而執公手曰：「其歸稱我八十觴乎？」至是聞兄病篤，請於臺使者，拜疏即行。比歸，而兄死已逾月，益哀痛，疾乃增。廣西巡撫以公擅離守地，具疏，旨下，考功議奪官，公喜曰：「七十致政，禮也，適吾願矣。」日閉戶讀書教子孫。壬午，公長子繼揆官中書舍人，遇覃恩，疏請移封，奉旨復原職。報至，值公八十誕日，冠帶受子孫賀，笑謂諸弟曰：「吾今日以子貴也。」甲申聞變，痛憤甚，謂家人曰：「吾不能靦顏人世矣！」是歲，紹芳以戶部左侍郎兼都察院右僉都御史起用，覃恩晉封。乙酉秋，屏居村落，貌益瘠，子孫進食罕御，時時撫牀嘆息，臨終，命繼揆等曰：「吾歷宦二十年，未嘗狥人請乞，生平亦未嘗請乞人，謹言慎行以至於今，年八十有三，得考終命，復何恨？獨恨多壽，身見此事耳。吾聞之：惟慎可以免禍，汝自今以往，毋小毋大，其慎之哉！篋中積俸三百金，以一治棺，毋侈，餘供喪費畢。此踵頂皆君恩也。具命服而以深衣覆之。」言訖而瞑。嗚呼！世之貴介子弟，藉門蔭侈然自大，為橫於鄉里。然其志初無所自立，苟且卒世，狂騃而已。公平生無聲色貨利之好，奮起紈绔之中，以科名歷仕宦，攄忠盡職，所至有恩澤，為當世賢士大夫，豈不毅然豪傑也哉！公天性仁厚，約於自奉而厚人。當理刑贛州時，有通判伍君到官未幾，卒，貧不能殮，公經紀其喪而歸之。同鄉沈應奎為郡獄官，共其職，公厚遇之。罷官，中道舟覆，公衣食其妻子，封丘隴。其他周恤姻族，蓋不勝計云。
6. 1 2 3 4  龚延明主编. . 宁波: 宁波出版社. 2016. ISBN 978-7-5526-2320-8. 《天一閣藏明代科舉錄選刊.登科錄》之《萬曆十一年癸未科殿試登科錄》
7. 1 2 3 4 5 6 7  道光《申氏世譜·卷三》：文定房支 第十世房祖 時字號 文定公時行……配吳氏 太醫院吏目諱元宣，號恩納公長女……誥封一品夫人……子三 兆虬 殤，袝葬東城公穴後 用懋 用嘉……文定次房支 第十一世 用嘉 文定公次子，字美中，號經峪，晚號念先，生于嘉靖癸亥十月二十七日，繇湖州府烏程縣庠生，萬厯壬午應浙江鄉試中式第九名經魁，時年二十，己未選授江西贛州府推官，敕授文林郎，尋又攝府篆，天啟甲子遷廣東高州府同知，乙丑擢應天府治中領江防，丁卯晉刑部江西清吏司員外郎，戊辰崇禎改元，以覃恩誥封奉直大夫，庚午轉本部山西清吏司郎中，誥封奉政大夫，辛未出守高州，甲戌卓異陞貴州按察司副使，分巡思石道兼撫苗獞，丙子齎賀表入都，調廣西分守右江道布政使司右參政，丁丑謝政歸。壬午以長子 繼揆 官中書舍人，遇覃恩疏請移封復原職，又以次子 紹芳 貴誥封通奉大夫、戶部右侍郎兼都察院右僉都御史，晉階二品，卒于崇禎癸未【弘光乙酉】八月初四日，享年八十有二，郡縣志並有列傳，康熙丙寅崇祀廣西柳州府名宦祠，辛巳配饗文定公，特祀春秋二祭。元配湖州董氏 大宗伯潯陽公諱份孫女，給諫道醇女，生于嘉靖癸亥十一月初一日，卒于萬厯壬午四月初六，累贈恭人，以子 紹芳 貴追贈夫人，先葬吳縣十九都十六啚長山鄉髮子圩光福萬峯山 見墳墓考；繼配嘉定徐氏 大宗伯學謨女，生于隆慶戊辰正月十二日，卒於萬厯乙巳十月十六日，累贈恭人，以子 紹芳 貴追贈夫人，合葬長洲縣一都十八啚文華鄉商字圩錫祥橋墓 見墳墓考；副室郭氏，以子 緒芳 貴敕贈安人，葬吳縣十九都十五啚長山鄉恭惟字圩光福珍珠塢 見墳墓考。子九：繼揆、紹芳、縯芳 俱徐夫人出、緒芳、繹芳、紀成、繩芳、纘功 俱郭安人出、綋祚 副室徐孺人出；女十二：一適庠生王景召 御史諱有功子、一適壬午舉人崑山魏文心 孝廉李公諱大昌子、一適湖州庠生王德光 大參諱永凝子、一適庠生陳智錫 大司成諱永堅子、一適毛鍾英 大銀臺諱堪子、一適工部主政顧繹詒 大司馬諱其志子、一適庠生顧懋興 知縣諱兆桂子、一適庠生李毓芳 文定公壻、上饒知縣諱鴻子，俱徐夫人出、一適太學生文炳 大學士文肅公諱震孟子，郭安人出、一適庠生朱時望 憲副邦楨子、一適乙未進士，溫州府知府常熟陸廷福 中丞陞少司馬諱問禮子、一適庠生金壇于南金 國學諱嘉子，俱徐孺人出……文定房次支 第十二世 繼揆 用嘉長子 ……繇長洲縣庠生，承祖蔭補中書科中書舍人……陞任本部（刑部）浙江清吏司郎中……紹芳 用嘉次子……癸未晉戶部左侍郎兼都察院右僉都御史加尚書服俸……縯芳 用嘉三子……長洲縣庠生，承祖蔭補中書科 中書舍人，以子 穟 仕國朝……贈禮部祠祭清吏司郎中……緒芳 用嘉四子……蘇州府庠生，承祖蔭入國學……尋陞工部屯田司主事……繹芳 用嘉五子……長庠生，承祖蔭選授中書科中書舍人……紀成 用嘉六子……長洲縣庠生……繩芳 用嘉七子……吳縣庠生，以明經薦署浙江嘉興府石門縣儒學教諭……纘功 用嘉八子……繇吳縣庠生援例入太學……綋祚 用嘉九子……繇長洲縣庠生援例入太學……（順治）乙未會試中式……進士，兵部觀政，選授貴州貴陽府推官，未任卒……